# Вердун при Уршних селих
Вердун при Уршних селих (словен. Verdun pri Uršnih selih) је насељено место у општини Долењске Топлице, регија Југоисточна Словенија, Словенија.

## Историја
До територијалне реорганизације у Словенији био је у саставу старе општине Ново Место.

## Становништво
У попису становништва из 2011. године, Вердун при Уршних селих је имао 63 становника.
| Број становника према пописима | Број становника према пописима | Број становника према пописима |
| ------------------------------ | ------------------------------ | ------------------------------ |
| 1991                           | 2002                           | 2011                           |
| 52                             | 48                             | 63                             |

Напомена: До 1953. исказивано под именом Верден. Године 1953. повећана за насеља Блажевица и Хриб, која су укинута.